# Джан Яман
Джан Яман (тур. Can Yaman нар. 8 листопада 1989) є турецьким актором і адвокатом.

## Життя
Яман народився 8 листопада 1989 року у Стамбулі, Туреччина. Його дід - албанський іммігрант, чиї корені знаходяться в Косово. Його бабуся з македонських іммігрантів. Він є племінником футбольного гравця і тренера Фуата Ямана.
Яман навчався в коледжі Bilfen  для початкової і середньої школи, потім навчався в італійській школі, яку він закінчив як кращий учень.
Він поїхав в Америку за програмою студентського обміну і потім закінчив у Туреччині юридичний факультет Університету Йедитепе в 2012 році.

## Фільмографія
| Серіал    | Серіал                                 | Серіал          | Серіал       |
| рік       | Назва                                  | Роль            | Примітки     |
| --------- | -------------------------------------- | --------------- | ------------ |
| 2014      | Gönül İşleri                           | Bedir Kocadağ   | Головна роль |
| 2015      | İnadına Aşk                            | Yalın Aras      | Головна роль |
| 2016      | Хто з нас не любив / Hangimiz Sevmedik | Tarık Çam       | Головна роль |
| 2017      | Повний місяць / Dolunay                | Ferit Aslan     | Головна роль |
| 2018–2019 | Рання пташка / Erkenci Kuş             | Джан Дівіт      | Головна роль |
| 2020      | Містер помилка / Bay Yanlış            | Озгюр Атасой    | Головна роль |
| 2021      | Che Dio ci aiuti                       | Gino            | Головна роль |
| 2022-2024 | Viola Come il mare                     | Francesca Demir | Головна роль |
| 2024-     | El Turco                               | Hasan Balaban   | Головна роль |
| 2024-     | Sandokan                               | Sandokan        | Головна роль |